# Sächsische X H1
Die Sächsischen X {\displaystyle \textstyle {\mathfrak {H}}}1 waren Schnellzug-Schlepptenderlokomotiven der Königlich Sächsischen Staatseisenbahnen.

## Geschichte
Spätestens mit der Einführung eines durchgehenden Lokomotivumlaufs zwischen Dresden und Berlin im Sommer 1905 machte sich bei den K. Sächs. Sts. E. B. auch ein Mangel an leistungsfähigen Flachlandschnellzuglokomotiven bemerkbar. Daher wurde 1907 die Entwicklung der neuen Gattung X H1 bei Hartmann in Chemnitz in Auftrag gegeben. Man wählte ein Zweizylinder-Heißdampftriebwerk mit einfacher Dampfdehnung und zwei Treibachsen, was für diesen Einsatzzweck als absolut ausreichend galt. Parallel dazu wurde dann aus ihr als Variation die Zweizylindervariante der 2'C-Gebirgsschnellzuglokomotiven (Gattung XII H1) abgeleitet.
Die Lokomotiven wurden von 1909 bis 1913 in 18 Exemplaren von der Sächsischen Maschinenfabrik in Chemnitz gebaut. Mit der Vorgängergattung X V hatten sie nur wenig gemeinsam.
Obwohl die X H1 wegen ihres leistungsfähigen Kessels zu den stärksten deutschen Atlantic-Lokomotiven gehörte, war die Zugkraft ihrer zwei Treibachsen den Anforderungen der Zeit bald nicht mehr gewachsen. Bereits während des Ersten Weltkrieges wurden die X H1 in untergeordnete Dienste abgeschoben, und zuletzt wurden sie vom Bw Döbeln im Personenzugdienst zwischen Leipzig und Dresden eingesetzt.
Die Deutsche Reichsbahn übernahm als Baureihe 14.3 noch 17 Lokomotiven mit den Nummern 14 301–317 und musterte die letzten beiden X H1 als letzte Atlantic-Lokomotiven in Deutschland 1932 aus.
Die Loks waren meist mit Schlepptendern der Bauart sä 2'2' T 21 (5 oder 7 Tonnen Kohle) ausgestattet, einige Lokomotiven liefen zeitweise auch mit den großen Tendern der Bauart sä 2'2' T 28.